# 해머 (토이캅 대원)
해머는 토이캅에 등장하는 힘이 센 경찰 로봇이다. 성우는 김현수. 랜드로버 디펜더가 이 차의 형태와 유사하다. 고릴라와 같은 생김새.

## 작중 행적
6화에서 돼지저금통 살빼기를 도와준다.
15화에서는 욕조에 빠져버린다.
32화에서는 기억상실증에 걸린 토토를 본다.
40화에서는 토성의 힘을 보탠다.
47화에서는 날고 싶은 치킨씨를 도와준다.
51화에서는 토이캅 대원들한테 좀비가 아니라고 정신차리라고 한다.
52화에서는 좀비가 되었으나 마지막에 신세가 풀린다.